# Кореиз
Кореи́з (укр. Кореїз, крымскотат. Koreiz, Кореиз) — посёлок городского типа / посёлок на южном берегу Крыма. Входит в городской округ Ялта Республики Крым (согласно административно-территориальному делению Украины — в Ялтинский горсовет Автономной Республики Крым, как центр и единственный населённый пункт Кореизского поселкового совета).

## Население
| 1939  | 1959  | 1970  | 1979  | 1989  | 2001  |
| ----- | ----- | ----- | ----- | ----- | ----- |
| 1700  | ↗3947 | ↗5670 | ↗6306 | ↗7694 | ↘6529 |
| 2009  | 2010  | 2011  | 2012  | 2013  | 2014  |
| ↘6200 | ↗6225 | ↗6294 | ↘6290 | ↗6304 | ↘5455 |
| 2016  | 2021  |       |       |       |       |
| ↗5629 | ↗5975 |       |       |       |       |

### Динамика населения
- 1805 год — 56 чел.
- 1926 год — 567 чел.
- 1939 год — 1699 чел.

Всеукраинская перепись 2001 года показала следующее распределение по носителям языка
| Язык             | Процент |
| ---------------- | ------- |
| русский          | 82,1    |
| украинский       | 11,08   |
| крымскотатарский | 3,26    |
| другие           | 0,48    |

В административном отношении в состав Кореиза также входит посёлок Мисхор (с 1958 года официально считавшийся частью Кореиза, а не отдельным населённым пунктом). В посёлке работает средняя школа, имеется больница, действует храм Вознесения Господня, мечеть. С Ялтой Кореиз связан автобусным и морским (прогулочные катера) сообщением.
Название посёлка имеет греческое происхождение (греч. χωρıο — село, -εις — суффикс множ. числа в диалекте крымских греков).
Расположен в 10 км западнее Ялты, на берегу Чёрного моря, между мысом Ай-Тодор и Алупкой, занимая пространство от побережья до автодороги 35А-002 Ялта — Севастополь, площадь посёлка 355 гектаров, высота центра поселка над уровнем моря 154 м.

## История
Есть сведения, что Кореиз известен с VIII века — Бертье-Делагард отождествлял его с торжищем Кураситы времён Иоанна Готского и монастырём Кюризы из патриарших грамот 1395 года, но первое документальное упоминание села встречается только в Камеральном Описании Крыма… 1784 года, судя по которому, в последний период Крымского ханства Зор ис входил в Мангупский кадылык бакчи-сарайскаго каймаканства.
После присоединения Крыма к России (8) 19 апреля 1783 года, (8) 19 февраля 1784 года, именным указом Екатерины II сенату, на территории бывшего Крымского Ханства была образована Таврическая область и деревня была приписана к Симферопольскому уезду. Перед Русско-турецкой войной 1787—1791 годов производилось выселение крымских татар из прибрежных селений во внутренние районы полуострова. В конце 1787 года из Хуреиза были выведены все жители — 79 душ. В конце войны, 14 августа 1791 года всем было разрешено вернуться на место прежнего жительства. После Павловских реформ, с 1796 по 1802 год, входила в Акмечетский уезд Новороссийской губернии. По новому административному делению, после создания 8 (20) октября 1802 года Таврической губернии, Кореиз был включён в состав Махульдурской волости Симферопольского уезда.
По Ведомости о всех селениях в Симферопольском уезде состоящих с показанием в которой волости сколько числом дворов и душ… от 9 октября 1805 года, в деревне Кореиз числилось 13 дворов и 56 жителей, исключительно крымских татар. На военно-топографической карте генерал-майора Мухина 1817 года деревня Хуризы обозначена с 12 дворами. После реформы волостного деления 1829 года Куруиз, согласно «Ведомости о казённых волостях Таврической губернии 1829 года», передали в состав Алуштинской волости. В Кореизе находилось большое имение, которым до 1837 года владела княгиня Анна Сергеевна Голицына, в деревне находилась почтовая станция. На карте 1836 года в деревне 25 дворов.
Именным указом Николая I от 23 марта (по старому стилю) 1838 года, 15 апреля был образован новый Ялтинский уезд и Кореиз был передан в состав Дерекойской волости нового уезда. На карте 1842 года Хуреиз обозначен с 25 дворами.
По итогам земской реформы Александра II 1860-х годов деревня была приписана к Дерекойской волости. Согласно «Списку населённых мест Таврической губернии по сведениям 1864 года», составленному по результатам VIII ревизии 1864 года, Кореиз (варианты Кораиз, Хореиз) — казённая татарская деревня с 25 дворами, 131 жителем и мечетью при речке Узень-Чешме. На трёхверстовой карте Шуберта 1865—1876 года в Кореизе обозначено 25 дворов. На 1886 год в деревне Куреиз при речке Куру-Узень, согласно справочнику «Волости и важнѣйшія селенія Европейской Россіи», проживало 207 человек в 31 домохозяйстве, действовали православная церковь и мечеть, школа, трактир, 3 лавки, пекарня и цирульня. Согласно «Памятной книге Таврической губернии 1889 года», по результатам Х ревизии 1887 года, в деревне Кореиз числился 81 двор и 416 жителей. На верстовой карте 1890 года в деревне обозначено 48 дворов с татарским населением.
После земской реформы 1890-х годов, которая в Ялтинском уезде прошла после 1892 года деревня осталась в составе преобразованной Дерекойской волости. По «…Памятной книжке Таврической губернии на 1892 год» в деревне Кореиз, входившей в Кореизское сельское общество, числилось 222 жителя в 40 домохозяйствах. По «…Памятной книжке Таврической губернии на 1902 год» в деревнях Кореиз и Мисхор, составлявших Кореизское сельское общество, вместе числилось 522 жителя в 73 домохозяйствах. По Статистическому справочнику Таврической губернии. Ч.II-я. Статистический очерк, выпуск восьмой Ялтинский уезд, 1915 год, в деревне Кореиз Дерекойской волости Ялтинского уезда, числилось 134 двора (84 двора с землёй, 50 — безземельные) с татарским населением в количестве 501 человека приписных жителей и 450 — «посторонних», из которых 521 мужчина и 430 женщин. Жители владели 1050 десятинами удобной земли. В хозяйствах имелось 101 лошадь, 5 волов, 49 коров и 17 голов овец, свиней, или коз.
После установления в Крыму Советской власти, по постановлению Крымревкома от 8 января 1921 года была упразднена волостная система и село подчинили Ялтинскому району Ялтинского уезда. В 1922 году уезды получили название округов. Согласно Списку населённых пунктов Крымской АССР по Всесоюзной переписи 17 декабря 1926 года, в селе Кореиз, центре Кореизского сельсовета (в коем статусе село пребывает всю дальнейшую историю) Ялтинского района, числилось 124 двора, из них 90 крестьянских, население составляло 567 человек, из них 457 крымских татар, 70 русских, 18 греков, 12 украинцев, 3 армянина, 2 белоруса, 2 немца, 1 еврей, 2 записаны в графе «прочие», действовала русская школа I ступени. В 1930 году Кореизу присвоен статус посёлка городского типа.
В 1944 году, после освобождения Крыма от нацистов, согласно постановлению ГКО № 5859 от 11 мая 1944 года, 18 мая крымские татары из Кореиза были депортированы в Среднюю Азию. 12 августа 1944 года было принято постановление № ГОКО-6372с «О переселении колхозников в районы Крыма», по которому из Ростовской области РСФСР в район переселялись 3000 семей колхозников, а в начале 1950-х годов последовала вторая волна переселенцев из различных областей Украины. С 25 июня 1946 года Кореиз в составе Крымской области РСФСР, 26 апреля 1954 года Крымская область была передана из состава РСФСР в состав УССР. С 12 февраля 1991 года селение в составе восстановленной Крымской АССР, 26 февраля 1992 года переименованной в Автономную Республику Крым.
|                    |                   |                              |                |
| Вид со стороны гор | Юсуповский дворец | Пляж Кореиза в разгар сезона | Дворец Дюльбер |

## Экономика
В Кореизе расположено много пансионатов, санаториев и домов отдыха. Также в посёлке расположено одно из отделений ГП «Ливадия».

## Достопримечательности
В посёлке расположены дворец великого князя Петра Николаевича Дюльбер, Мисхорский парк (территориально в Мисхоре), Юсуповский дворец, к Кореизу примыкает парк Чаир.
Излюбленные места отдыха — широко известная набережная «Русалка», Мисхорский парк, сосновая и маслиновая рощи, парковые зоны курортных учреждений..